# 326 a.C.

## Eventos
- Caio Petélio Libo Visolo, pela terceira vez, e Lúcio Papírio Cursor, cônsules romanos.
- Irrompe a Segunda Guerra Samnita.